# Wilhelm Heinrich Kramer
Wilhem Heinrich Kramer ( * Dresde ? – 1765) fue un naturalista, botánico, entomólogo y médico alemán.
Kramer estudió en Viena (Austria), y luego practicó la medicina en Bruck, cerca de la capital, por al menos catorce años. Publicó en 1756 la obra Elenchus Vegetabilium and Animalium per Austriam inferiorem Observatorum, una flora y fauna de Baja Austria, notable sobre todo porque fue uno de los primeros trabajos en adoptar la nomenclatura binominal del genial sueco Linneo (1707-1778). En ese libro, Kramer creó el término pratincola para el ave Collared Pratincole y que fue adaptado al inglés en la siguiente obra de Thomas Pennant (1726-1798), en 1773.

## Honores

### Epónimos
fauna
- Giovanni Antonio Scopoli (1723-1788) le dedicó Psittacus krameri (hoy Psittacula krameri) en 1769.

flora
- (Adiantaceae) Cheilanthes krameri Franch. & Sav.[1]
- (Liliaceae) Lilium krameri Hort. Teutschel ex Hook.f.[2]

- La abreviatura «Kramer» se emplea para indicar a Wilhelm Heinrich Kramer como autoridad en la descripción y clasificación científica de los vegetales.[3]